# Безводівка (Миргородський район)
Безво́дівка —  село в Україні, у Комишнянській селищній громаді Миргородського району Полтавської області. Населення становить 7 осіб. До 2020 року орган місцевого самоврядування — Черкащанська сільська рада.

## Географія
Село Безводівка знаходиться неподалік від витоків річки Озниця, за 1 км від села Черкащани. По селу протікає пересихаючий струмок з загатою. Село знаходиться біля ставків які знаходяться у Черкащанах 